# Luz María Zetina
Luz María Zetina  (Circa, Sonora, Mexikó, 1973. május 26. –) mexikói színésznő és egykori szépségkirálynő.

## Élete és pályafutása
1973. május 26-án született Circában. 1994-ben megnyerte a Miss Mexikó szépségversenyt. Első szerepét az Angela című telenovellában játszotta.
Férje Eduardo Clemesha. Három gyermekük van.

## Filmográfia

### Telenovellák
| Év   | Cím                                   | Szerep                       |
| ---- | ------------------------------------- | ---------------------------- |
| 1998 | Angela                                | Diana Gallardo Santillana    |
| 1999 | Cuento de Navidad                     |                              |
| 1999 | Tres mujeres                          | Paloma                       |
| 1999 | Rosalinda                             | Luz Maria                    |
| 2000 | Barátok és szerelmek (Locura de amor) | Lorena                       |
| 2013 | Por siempre mi amor                   | Eugenia Arenas de de la Riva |

### Sorozatok
| Év   | Cím                           | Szerep           |
| ---- | ----------------------------- | ---------------- |
| 2001 | Diseñador ambos sexos         | Carolina Carrera |
| 2006 | Amor mío                      |                  |
| 2007 | S.O.S.: Sexo y otros secretos | Maggie           |
| 2008 | S.O.S.: Sexo y otros secretos | Maggie           |

### Filmek
| Év   | Cím               | Szerep |
| ---- | ----------------- | ------ |
| 2003 | Dame tu Cuerpo    | Jackie |
| 2008 | Paradas Continuas |        |